# Christian Bobin
Christian Bobin (ur. 24 kwietnia 1951 w Le Creusot, zm. 24 listopada 2022 w Chalon-sur-Saône) − francuski pisarz i poeta.
W 1993 nagrodzony Prix des Deux Magots za książkę religijną Le Très-Bas (w wyd. polskim Najniższy) o św. Franciszku z Asyżu. Za tę samą powieść otrzymał w tym samym roku Grand Prix Catholique de Littérature.

## Twórczość
- Lettre pourpre (Éditions Brandes, 1977)
- Le feu des chambres (Éditions Brandes, 1978)
- Le baiser de marbre noir (Éditions Brandes, 1984)
- Souveraineté du vide (Éditions Fata Morgana, 1985)
- L’homme du désastre (Éditions Fata Morgana, 1986)
- Dame, roi, valet (Éditions Brandes, 1987)
- Lettres d’or (Éditions Fata Morgana, 1987)
- Le huitième jour de la semaine (Éditions Lettres Vives, 1988)
- L’enchantement simple (Éditions Lettres Vives, 1989)
- La part manquante (Éditions Gallimard, 1989)
- Éloge du rien (Éditions Fata Morgana, 1990)
- Le colporteur (Éditions Fata Morgana, 1990)
- La vie passante (Éditions Fata Morgana,1990)
- La femme à venir (Éditions Gallimard, 1990)
- L’autre visage (Éditions Lettres Vives, 1991)
- Une petite robe de fête (Éditions Gallimard, 1991)
- Le Très-Bas (Éditions Gallimard, 1992; Najniższy "W drodze" Poznań 1995[3])
- Un livre inutile (Éditions Fata Morgana, 1992)
- Isabelle Bruges (Éditions Le temps qu'il fait, 1992)
- Cœur de neige (Éditions Théodore Balmoral, 1993)
- L'Éloignement du monde (Éditions Lettres Vives, 1993)
- L'Inespérée (Éditions Gallimard, 1994)
- L'Épuisement (Éditions Le temps qu'il fait, 1994)
- Quelques jours avec elles (Éditions Le temps qu'il fait, 1994)
- L'Homme qui marche (Éditions Le temps qu'il fait, 1995)
- La Folle Allure (Éditions Gallimard, 1995)
- Bon à rien, comme sa mère (Éditions Lettres Vives, 1995)
- La Plus que vive (Éditions Gallimard, 1996)
- Clémence Grenouille (Éditions Le temps qu'il fait, 1996)
- Une conférence d’Hélène Cassicadou (Éditions Le temps qu'il fait, 1996)
- Gaël Premier, roi d’Abime et de Mornelongue (Éditions Le temps qu'il fait, 1996)
- Le jour où Franklin mangea le soleil (Éditions Le temps qu'il fait, 1996)
- Donne-moi quelque chose qui ne meure pas (Éditions Gallimard, 1996)
- Autoportrait au radiateur (Éditions Gallimard, 1997)
- Geai (Éditions Gallimard, 1998)
- L'Équilibriste (Éditions Le temps qu'il fait, 1998)
- La Présence pure (Éditions Le temps qu'il fait, 1999)
- Autoportrait au radiateur (Éditions Gallimard, 2000)
- Tout le monde est occupé (Éditions Mercure de France, 1999)
- Ressusciter (Éditions Gallimard, 2001)
- La Lumière du monde (Éditions Gallimard, 2001)
- L’Enchantement simple et autres textes (Éditions Gallimard, 2001)
- Paroles pour un adieu (Éditions Albin Michel, 2001)
- Le Christ aux coquelicots (Éditions Lettres Vives, 2002)
- Mozart et la pluie suivi de Un désordre de pétales rouges (Éditions Lettres Vives, 2002)
- Louise Amour (Éditions Gallimard, 2004)
- Prisonnier au berceau (Éditions Mercure de France, 2005)
- Une bibliothèque de nuages (Éditions Lettres Vives, 2006)
- La Dame blanche (Éditions Gallimard, 2007)
- Les ruines du ciel (Éditions Gallimard, 2009)
- Donne-moi quelque chose qui ne meure pas (Éditions Gallimard, 2010)
- Un assassin blanc comme neige (Éditions Gallimard, 2011)